# Lepanus monteithi
Lepanus monteithi là một loài bọ cánh cứng trong họ Bọ hung (Scarabaeidae).